# Popoluca de Sayula
Le popoluca de Sayula, aussi appelé sayultèque, est une langue mixeane (en) parlée dans l’État de Veracruz au Mexique.

## Écriture
| a | b | c | ch | d | e | f | g  | i | j | l | m | n |
| o | p | q | r  | s | s̈ | t | ts | u | ʉ | w | y | z |